# برجسته‌نمایی نورسنجشی

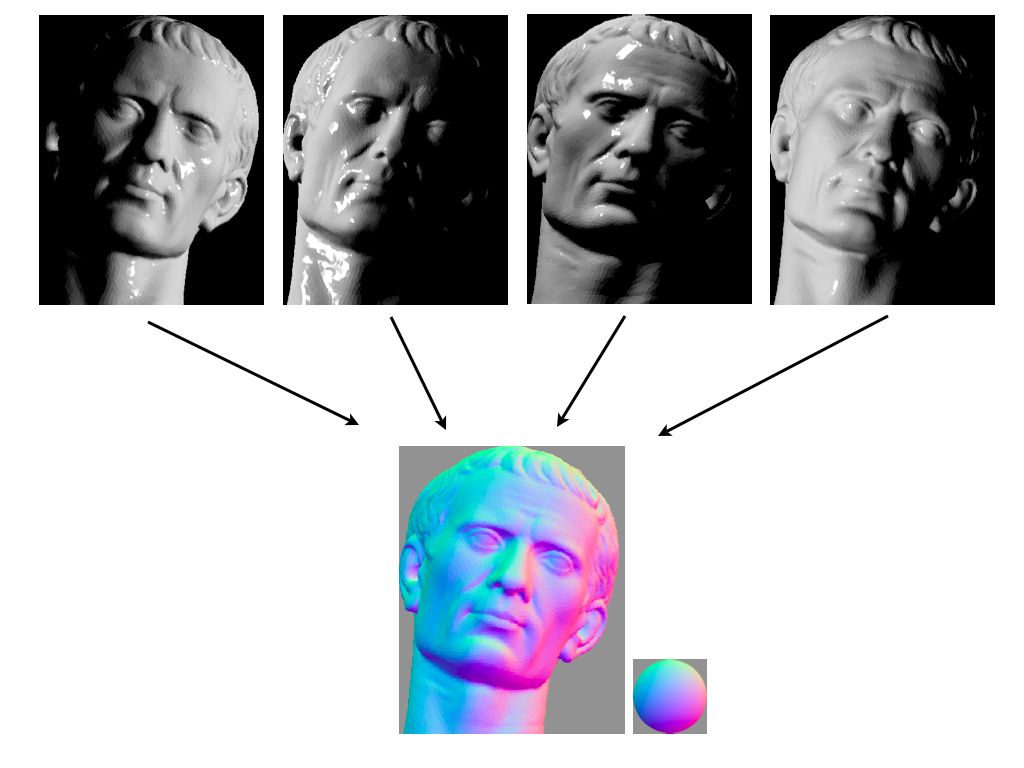
آنالیز تصاویر یک جسم برای بررسی برجسته نمایی با نورپردازی. یک جهت نرمال سطح تحت نورپردازی‌های مختلف برای هر پیکسل به دست می‌آید.

برجسته‌نمایی نورسنجشی (به انگلیسی: Photometric Stereo) تکنیکی در بینایی رایانه‌ای برای تخمین نرمال سطوح مختلف یک جسم با کمک مشاهده جسم تحت نورپردازی‌های مختلف است. نور بازتابی از یک سطح تحت تأثیر جهت و زاویه سطح جسم نسبت به منبع نور و ناظر است. با اندازه‌گیری مزان نور بازتابی به سمت دوربین، نوع جهت‌گیری سطح محدود می‌شود. حال اگر با استفاده از تعداد بیشتری منبع نور، امکان ضبط نور بازتابی از جهات مختلف فراهم شود، جهت‌گیری نهایی سطح مشخص می‌شود.
تکنیک برجسته‌نمایی نورسنجشی در سال ۱۹۸۰ توسط رابرت وودهام معرفی شد. در شرایط خاصی که تنها داده‌های حاصل از یک تصویر در اختیار باشد در سال ۱۹۸۹ توسط برتولد هورن و مایکل بروکز در کتابی تحت عنوان «شکل حاصل از سایه» مورد بررسی قرار گرفت. از آن زمان تاکنون، برجسته نمایی سطح مختلف در کاربردهای وسیع و با روش‌های مختلفی به کار گرفته شده است. تحقیقات اخیر در تلاش است تا این روش‌ها تخت نورها و سایه‌های مختلف آزمایش کند.

## روش پایه
با توجه به فرض‌های اولیهٔ وودهام- بازتاب لمبردیِن، منابع نوری دورِ نقطه مانند، و آلبدوی یکنواخت- با معکوس کردن معادلهٔ خطی زیر می‌توان مشکل را حل کرد.
{\displaystyle I=L.n}،
در این معدله، I بردار مشخص از {\displaystyle m} شدتِ مشاهده شده، {\displaystyle n} نرمال سطح، و {\displaystyle L} ماتریسی {\displaystyle 3\times m} از جهت نورهای تابیده شده است.
این مدل می‌تواند به سادگی در سطوحی که آلبدوی غیریکنواختی دارند مورد استفاده قرار گیرد، درحالی که همچنان مسئله در حالت خطی حفظ شده است. با در اختیار داشتن ضریب بازتاب آلبدو ، {\displaystyle k}، فرمول شدت نور بازتابی به صورت زیر خواهد بود:
{\displaystyle I=k(L\times n)}،
اگر {\displaystyle L} یک ماتریس مربعی باشد، می‌توان آن را معکوس کرد:
{\displaystyle L^{-1}I=kn}.